# Gene Anderson (wrestler)
Eugene Avon Anderson, noto come Gene Anderson (Saint Paul, 4 ottobre 1939 – Huntersville, 31 ottobre 1991), è stato un wrestler e manager di wrestling statunitense, principalmente conosciuto per aver combattuto nella Georgia Championship Wrestling e nella Mid-Atlantic Championship Wrestling come membro del tag team The Minnesota Wrecking Crew insieme a Lars Anderson e Ole Anderson.
È membro della NWA Hall of Fame

## Biografia
Anderson nacque a Saint Paul, Minnesota, da Royal Anderson e Pauline Sergeant. Nel wrestling studentesco divenne campione statale mentre frequentava la South Saint Paul Secondary. Successivamente si iscrisse al North Dakota State College of Science.

### Carriera nel wrestling professionistico

#### Inizi (1958–1961)
Anderson fu allenato al wrestling professionistico da Verne Gagne, che lo fece debuttare nel 1958. Passò diversi anni a lottare in Canada nella Stampede Wrestling.

#### American Wrestling Association (1961–1966)
Nel 1961 entrò nella American Wrestling Association (AWA). Nel 1965, formò il tag team The Minnesota Wrecking Crew con Lars Anderson, presentato nella kayfabe come suo "fratello".

#### Georgia Championship Wrestling (1963, 1967, 1974–1981)
Nel 1963 fece la sua prima apparizione nella Georgia Championship Wrestling (GCW), e nel 1967, lui e Lars Anderson vinsero per due volte i titoli NWA Southern Tag Team Championship (Georgia version). Il duo vinse anche il titolo NWA World Tag Team Championship (Georgia version) nell'aprile 1967, rendendolo vacante più avanti quello stesso anno.
Anderson tornò nella GCW nella metà degli anni settanta, questa volta con Ole Anderson come partner di coppia. I due si aggiudicarono NWA Macon Tag Team Championship e NWA Southeastern Tag Team Championship (Georgia version) nel 1974, e l'NWA Georgia Tag Team Championship in sette occasioni differenti nel periodo 1974-1977.

#### Mid-Atlantic Championship Wrestling (1967–1985)
Nel 1967, Anderson (con Lars) cominciò a lottare nella Mid-Atlantic Championship Wrestling (MACW). Quando Lars si trasferì alle Hawaii nel 1969, Gene riformò il tag team con Ole Anderson, anche lui presentato come suo "fratello" nella finzione.
Tra il 1970 e il 1975, lui ed Ole Anderson vinsero NWA Atlantic Coast Tag Team Championship (rinominato NWA Mid-Atlantic Tag Team Championship nel 1973) per ben sei volte. Il 29 gennaio 1975, la coppia conquistò il primo titolo NWA World Tag Team Championship (Mid-Atlantic version). In tutto furono campioni in sei occasioni. L'ultimo regno titolato ebbe termine nel dicembre 1981 quando resero vacanti le cinture a causa di un infortunio occorso a Gene.
Nel 1979, Gene Anderson prese il controllo della stable "Anderson's Army". Tra il 1979 e il 1981, fece da manager a molti wrestler, inclusi The Iron Sheik, Jimmy Snuka, Ray Stevens, The Masked Superstar, e Ivan Koloff. La stable si sciolse quando Gene riformò i Minnesota Wrecking Crew con Ole Anderson.
Nel 1982, Anderson entrò a far parte della stable "House of Humperdink" di Sir Oliver Humperdink. Humperdink fu il suo manager per tutta la restante parte di carriera nella Mid-Atlantic Championship Wrestling (MACW).

#### Ritiro (1985–1991)
Nel 1985 Anderson lottò nel suo ultimo match. In seguito aprì la propria scuola di wrestling insieme a Nelson Royal. Tra i lottatori da lui allenati ci fu Ken Shamrock.
Chiusa la carriera da wrestler, Gene Anderson divenne vice-sceriffo nella Carolina del Nord.

## Vita privata
Anderson si sposò con Edith "Edie" Anderson (nata Simpson). La coppia ebbe un figlio, Brad, anche lui diventato wrestler, e due figlie, Alicia Anderson e Pauline Anderson.

## Morte
Anderson morì improvvisamente d'infarto il 31 ottobre 1991 mentre stava presenziando a un allenamento a Huntersville, Carolina del Nord. Aveva 52 anni.

## Titoli e riconoscimenti
- Georgia Championship Wrestling
  - NWA Georgia Tag Team Championship (7) - con Ole Anderson[4]
  - NWA Macon Tag Team Championship (1) - con Ole Anderson
  - NWA Southeastern Tag Team Championship (Georgia version) (1) - con Ole Anderson[15]
  - NWA Southern Tag Team Championship (Georgia version) (2) - con Lars Anderson[16]
  - NWA World Tag Team Championship (Georgia Version) (1) - con Lars Anderson
- Mid-Atlantic Championship Wrestling
  - NWA Atlantic Coast Tag Team Championship (4) - con Ole Anderson[4]
  - NWA Mid-Atlantic Tag Team Championship (2) - con Ole Anderson[17]
  - NWA World Tag Team Championship (Mid-Atlantic version) (7) - con Ole Anderson
- Pro Wrestling Illustrated
  - PWI Tag Team of the Year (1975, 1977) - con Ole Anderson
  - 60º posto (con Ivan Koloff) nella classifica dei migliori 100 tag team nei "PWI Years" del 2003